# Zákányszék
Zákányszék är en ort i Ungern.   Den ligger i provinsen Csongrád-Csanád, i den centrala delen av landet, 150 km söder om huvudstaden Budapest. Antalet invånare är 2 747.